# Alisson (futebolista)
Alisson Euler de Freitas Castro (Rio Pomba, 25 de junho de 1993) é um futebolista brasileiro que atua como meia-campista do São Paulo.

## Carreira

### Início e Cruzeiro
Nascido em Rio Pomba, interior de Minas Gerais, a trajetória de Alisson teve início em uma escolinha de futebol de sua cidade natal. Embora tenha passado em um teste no Fluminense, optou por não prosseguir devido à saudade de casa. Ele iniciou sua jornada nas categorias de base do Cruzeiro e, em 2008, foi emprestado por uma temporada ao time juvenil da Cabofriense.
Nas categorias de base do clube mineiro, Alisson foi bicampeão da Copa Rio Grande do Sul Sub-20, destacando-se e sendo promovido ao time principal em 2012. Ele fez sua estreia como profissional na 36.ª rodada do Campeonato Brasileiro, durante uma vitória sobre o Fluminense.
Em 2013, Alisson participou de três jogos como profissional antes de ser emprestado ao Vasco da Gama como parte do acordo envolvendo a transferência do zagueiro Dedé. Em sua passagem pelo clube carioca, teve um começo bem-sucedido, marcando um dos gols na vitória sobre o Atlético Mineiro, em um jogo válido pela quarta rodada do Campeonato Brasileiro. Contudo, com a alteração na comissão técnica, foi pouco utilizado e acabou retornando ao Cruzeiro, equipe com a qual conquistou o título nacional. Durante o ano de 2014, teve quatro lesões que limitaram sua participação nos jogos do clube. Mesmo assim, ele esteve em campo em 27 partidas, sendo titular em 12 delas. Além disso, contribuiu para a conquista dos títulos do Campeonato Mineiro e do Campeonato Brasileiro, e foi convocado para seleção brasileira de base, conquistando também o Torneio Toulon.
A passagem de Alisson pelo Cruzeiro foi marcada por lesões que o afastaram da maioria dos jogos também em 2015. Ele teve uma sequência mais consistente apenas em 2016 e 2017. Ao final, encerrou sua passagem pelo clube mineiro com 168 jogos, 23 gols marcados e 25 assistências distribuídas.

### Grêmio
No dia 9 de janeiro de 2018, Alisson foi anunciado oficialmente como jogador do Grêmio, em uma negociação que incluiu a troca com o Cruzeiro, que contratou o lateral direito Edílson. Em seu primeiro ano, foi classificado como o "décimo segundo" jogador do clube gaúcho, contribuindo com gols nas duas partidas da final do Campeonato Gaúcho contra o Brasil de Pelotas, que garantiram o título do Grêmio. Ele também teve um papel fundamental na classificação do Grêmio às quartas e semifinal da Copa Libertadores, eliminando Estudiantes e Atlético Tucumán.
Nos dois anos seguintes, Alisson manteve um bom desempenho, alcançando números importantes pelo Grêmio, tornando-se o clube em que mais atuou na carreira. No entanto, o ano de 2021 foi marcado por irregularidades, tornando-se um dos jogadores mais criticados pelos torcedores gremistas durante a campanha que resultou no rebaixamento para a Série B.
Alisson jogou pelo Grêmio por quatro temporadas, acumulando um total de 185 jogos e 23 gols marcados. Durante esse período, foi campeão gaúcho quatro vezes (2018, 2019, 2020 e 2021) e conquistou uma Recopa Sul-Americana.

### São Paulo
Em 24 de dezembro de 2021, Alisson foi oficialmente anunciado como jogador do São Paulo, firmando um contrato inicial até o final de 2024. O comunicado foi o desfecho de negociações que se iniciaram após a confirmação do rebaixamento do Grêmio, viabilizado pela rescisão contratual com o clube gaúcho. Seu início foi promissor, destacando-se nos primeiros jogos do clube durante o ano de 2022, desempenhando papéis tanto como meio-campista quanto como atacante. Marcou seus primeiros gols pelo São Paulo durante uma derrota contra o Red Bull Bragantino e uma vitória sobre o Corinthians, em jogos correspondentes à terceira rodada e à semifinal do Campeonato Paulista, respectivamente. Entretanto, duas lesões o afastaram dos gramados por alguns meses naquele ano: a primeira foi uma entorse no joelho direito em junho, que o deixou fora das partidas por pouco mais de dois meses. A segunda lesão ocorreu em outubro, quando ele sentiu dores musculares na coxa direita, o que o levou a perder os últimos jogos do clube naquela temporada.
No começo de 2023, Alisson se ausentou devido a questões pessoais, perdendo a maior parte da primeira fase do Campeonato Paulista. Ele retornou somente em 21 de fevereiro, contribuindo para uma vitória sobre o São Bento, na décima rodada do torneio. Posteriormente, ele compartilhou que enfrentou um período de depressão e pensamentos suicidas. Embora seu começo de ano não tenha sido promissor e tenha havido discussões sobre sua saída do clube, a chegada de Dorival Júnior mudou sua situação. Alisson passou a ser escalado como segundo volante e, nessa posição, demonstrou excelentes desempenhos, tornando-se um dos pilares fundamentais do São Paulo ao longo de 2023. Alisson conquistou o título da Copa do Brasil, participando de nove dos dez jogos disputados, e foi reconhecido pelo portal ge como um dos símbolos da reconstrução do São Paulo. Estendeu seu contrato até o final de 2026.

## Títulos
Cruzeiro
- Campeonato Brasileiro: 2013[50] e 2014[50]
- Copa do Brasil: 2017[50]
- Campeonato Mineiro: 2014[50]
- Copa Rio Grande do Sul Sub-20: 2010[51] e 2012[51]

Grêmio
- Recopa Sul-Americana: 2018[28]
- Campeonato Gaúcho: 2018,[28] 2019,[28] 2020[28] e 2021[28]

São Paulo
- Copa do Brasil: 2023[52]
- Supercopa Rei: 2024[53]

Seleção Brasileira Sub-20
- Torneio Internacional de Toulon: 2014[51]